# 老然组
老然组是位于中国西藏昌都类乌齐县至察雅县、芒康县一带的白垩纪地层，1979年由赵喜进等命名。该地层以灰褐、灰紫色泥岩、砂岩，黄绿、浅黄色粉砂岩、泥岩为主。